# Roberto Weil
Roberto Weil es un caricaturista venezolano. El 6 de octubre de 2014, Weil fue despedido del diario Últimas Noticias debido a una controversia suscitada por una de sus caricaturas después del asesinato de Robert Serra el 1 de octubre. Ha publicado cuatro libros y está trabajando en una novela gráfica con el profesor Ilan Stavans de Amherst College. Actualmente vive y trabaja con su esposa en Estados Unidos.

## Biografía
Weil empezó pintando en 1997 y en 2003 publicó una exhibición individual titulada Caricaturista en África, la cual consistió en 20 cuadros, 30 ilustraciones y 9 esculturas de bronce que narraban cronológicamente se viaje a Sudáfrica y Tanzania. Visitó monumentos históricos de los zulú, los bowers y los británicos, observó tiburones blancos en Gansbaai junto con el fotógrafo David Doubilet y el experto de buceo Andre Hartman, visitó el Parque nacional Gombe Stream y culminó su viaje visitando el Monte Kilimanjaro.
El diario de circulación nacional Últimas Noticias despidió a Roberto Weil el 6 de octubre de 2014 después de que uno de los dibujos de Weil se retirara de la edición del día anterior, de mutuo acuerdo con el artista, por poder resultar ofensiva después del asesinato del diputado Robert Serra y su compañera María Herrera. La imagen consistía en el funeral de un roedor, donde un orador dice que siempre será recordado «como una tremenda rata». Un comunicado firmado por la directora de la revista, Nilda Silva, explicó que la caricatura había sido recibida a finales de septiembre y ese mismo día se envió a imprenta, dos semanas antes del asesinato. El propio Weil ratificó que la caricatura no pretendía ninguna alusión a nadie y respaldó la medida de retirar la imagen de la revista Dominical. Weil se fue de Venezuela y desde entonces ha vivido en Miami.
Weil fue uno de los trece ganadores de los premios a la excelencia que entrega la Sociedad Interamericana de Prensa junto con medios y periodistas de Argentina, Brasil, Colombia, El Salvador, Estados Unidos, Honduras, México, Panamá y Venezuela, en el marco de la 72° Asamblea General de la SIP en Ciudad de México, llevada a cabo entre el 13 y 17 de octubre de 2016. La caricatura de Weil que se llevó el galardón se titula Cambio y fue publicada en el semanario Tal Cual.

## Exhibiciones
- 2016 - Familiar Things - Instituto New Professions Technical - Miami, Estados Unidos.
- 2016 - Venezuela, Humor and Pain II - Florencia, Italia.
- 2016 - 25 Pieces of Weil - Academia Shelton - Miami, Estados Unidos.
- 2016 - POP spring - Galería FerSucre- Miami, Estados Unidos.
- 2015 - Venezuela, Humor and Pain - Florencia, Italia.
- 2012 - Navidad como un buen ciudadano (15 vallas de autopista). Museo de tránsito, Municipio Baruta. Caracas, Venezuela.
- 2007 - Ciberturista en Bremen. Goethe Institut. Caracas, Venezuela.
- 2004 - Lesa Humanidad. Galería La Cuadra. Caracas, Venezuela.
- 2003 - Caricaturista en África. Galería La Cuadra. Caracas, Venezuela.
- 2001 - Tocando Guitarras. Galería La Cuadra. Caracas, Venezuela.
- 1999 - 30 Lamentos y Felicidad. Galería La Cuadra. Caracas, Venezuela.[2]

## Libros
- 2012 - No le hagas al potro lo que no quieras que te hagan a ti.
- 2010 - La bota que derramó el vaso.
- 2008 - Mr. Spic goes to Washington (ilustraciones).
- 2006 - Anécdotas de un Sueño Revolucionario.[2]

## Premios
- 2011 - Premio Pedro León Zapata (segunda vez). Diario El Nacional. Caracas, Venezuela.
- 2010 - Caricaturista del Año. Consejo Nacional del Comercio y los Servicios (Consecomercio). Caracas, Venezuela.
- 2003 - Premio Municipal de Periodismo: Caricaturista. Municipio Libertador. Caracas, Venezuela.
- 2001 - Premio Pedro León Zapata. Diario El Nacional. Caracas, Venezuela.[2]